# Mellensee (Nottekanal)
Der Mellensee ist ein See südlich von Berlin bei der Ortschaft Mellensee der Gemeinde Am Mellensee im Brandenburger Landkreis Teltow-Fläming.
Der Seename leitet sich wahrscheinlich vom altslawischen Wort mêlĭ für Untiefe ab. Im 16. und 17. Jahrhundert trug der See vorübergehend den Namen des Uferortes Klausdorf. Das Erbregister des Amtes Zossen verzeichnet ihn 1583 als Der Clausdorff und 1655 als Der Claußdorffische See.
Der bis zu neun Meter tiefe See ist Bestandteil der Seenkette Wolziger See – Großer Wünsdorfer See – Kleiner Wünsdorfer See – Mellensee, die vom Mellensee über den Nottekanal in die Dahme abfließt. Die Seenkette liegt am südwestlichen Rand der Wünsdorfer Platte in der Töpchiner Talung, einer glazialen Rinne der Weichseleiszeit. Über den rund drei Kilometer langen Wünsdorfer Kanal entwässert der Große Wünsdorfer See in den Mellensee.
Direkt am See liegt im Norden das Dorf Mellensee, dessen Gemarkung das Nordende des Sees umschließt. Das weitere Westufer und das Südufer gehört zur Gemarkung des Ortsteils Klausdorf. Das Ostufer ist unbebaut, der nördliche Teil gehört zum Ortsteil Mellensee, der südliche Teil des Ostufers zum Ortsteil Wünsdorf der Stadt Zossen. Am Abfluss des Gewässers befindet sich eine modernisierte Schleusenanlage des Nottekanals. Dieser wurde um 1600 für den Transport der Ziegelsteine und von Gips erbaut. Er bildet eine direkte Wasserverbindung zu den Berliner Gewässern. Der See ist wenig gegliedert, etwa 2,9 Kilometer lang und etwas über einen Kilometer breit. Er hat ein Einzugsgebiet von etwa 144 km².
An Fischbeständen sind Karpfen, Zander und Aal erwähnenswert.